# Lupus 3
Lupus 3 är en mörk nebulosa ungefär 600 ljusår från jorden i skorpionen.